# Corydalis cava
Corydalis cava es una especie de la subfamilia Fumarioideae, familia Papaveraceae. Es una planta nativa de Europa central y meridional desde Portugal a Suecia y el Cáucaso.

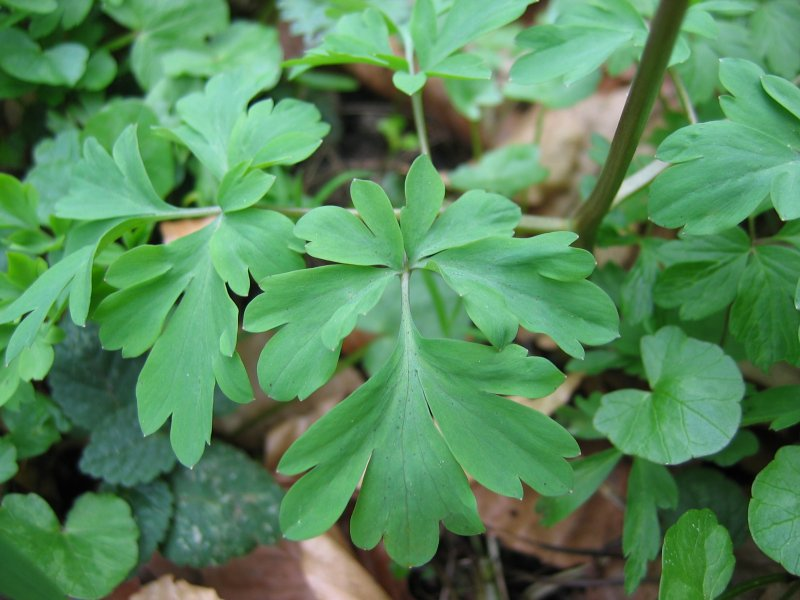
Detalle de las hojas

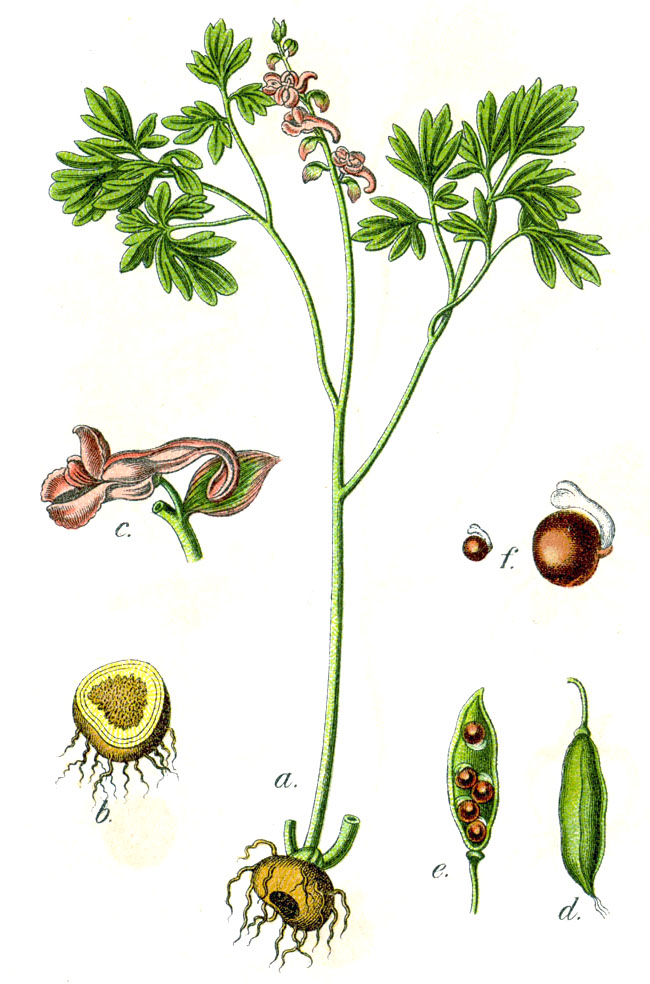
Ilustración

## Descripción
Es una planta herbácea perenne que alcanza los 30 cm de altura con hojas bipinnadas o tripinnadas. Flores de color rosado agrupadas en racimos terminales. El fruto es una cápsula. Florece en abril-mayo.

## Propiedades
- Es un sedante nervioso utilizado como complemento en la enfermedad de Parkinson.
- Tiene un alcaloide: la aporfina que produce un efecto semejante a la morfina.[1]

## Taxonomía
Corydalis cava fue descrita por (L.) Schweigg. & Korte y publicado en Flora Erlangensis 2: 44. 1811.
Etimología
Ver: Corydalis
cava: epíteto latino que significa "cóncava".
Sinonimia
- Bulbocapnos cavus Bernh.
- Bulbocapnos tuberosus Spach
- Capnites cava (L.) Dumort.
- Capnoides cava Moench
- Corydalis albiflora Kit.
- Corydalis bulbosa Pers.
- Corydalis pseudocava Pant.
- Corydalis stummeri Pant.
- Corydalis tuberosa DC.
- Fumaria albiflora Kit.
- Fumaria bulbosa var. cava L.
- Fumaria cava Mill.
- Fumaria major Roth
- Fumaria media DC.
- Pistolochia cava Bernh.

subsp. marschalliana (Willd.) Hayek
- Bulbocapnos marschallianus (Willd.) Bernh.
- Capnites marschalliana (Willd.) Rupr.
- Capnoides marschalliana (Willd.) Kuntze
- Corydalis bulbosa subsp. marschalliana Chater
- Corydalis marschalliana (Willd.) Pers.
- Fumaria marschalliana Willd.
- Pistolochia bulbosa subsp. marschalliana (Willd.) Soják
- Pistolochia marschalliana (Willd.) Holub[4]

## Nombres comunes
- Apios de algunos, aristoloquia hueca, aristoloquia pequeña, aristoloquia tenue, fumaria bulbosa, violeta bulbosa.[5]